# 保険調査員・蒲田吟子
『保険調査員・蒲田吟子』（ほけんちょうさいん・かまたぎんこ）は、2001年から2002年までテレビ東京・BSジャパン共同制作「女と愛とミステリー」で放送されたテレビドラマシリーズ。全3回。主演は泉ピン子。
第1作のタイトルは『保険調査員』。

## キャスト

### 東都リサーチ
蒲田吟子
演 - 泉ピン子
保険調査員。袴田から新しいパートナーとして千原を紹介される（第1作）。
千原勝一
演 - 村田雄浩
元刑事で見習い調査員。袴田の刑事時代の後輩。
栗田桃子
演 - 川奈和美
事務員。
柏木寛司
演 - 左とん平（第3作）
袴田の後任の新所長。柏木のことは袴田が居酒屋で吟子と千原に退職理由を言った後に紹介する。仲人が趣味。
袴田大介
演 - 藤岡琢也
所長。元刑事。第3作の序盤で宝くじが当選したため東都リサーチを退職する。

### その他
金森和義
演 - 布川敏和
経歴：警視庁三鷹中央警察署刑事課（第1作）
→ 警視庁西品川警察署刑事課（第2作）
→ 警視庁江北警察署刑事課（第3作）
千原の後輩刑事。
大川富子
演 - 大島蓉子
清和総合病院の看護婦長。吟子の友人。

### ゲスト
第1作「ベランダ殺人事件」（2001年）
- 沢井孝介（三光健康食品 社員・綾子の夫） - 石丸謙二郎
- 瀬川茂雄（綾子の元恋人） - 津村鷹志
- 浅川美代子（綾子の隣人） - 阿部朋子
- 酒屋の妻 - 巴三枝
- 奥寺洋子（保険規約違反者） - 片岡聖子
- 綾子の元同僚 - 呉恵美子
- 沢井綾子（ベランダから転落事故死した主婦） - 岩城茉里
- 門倉直子（沢井の前妻・湖で溺死） - 佐々木麻由子
- 合田小百合（共和生命） - 伊藤幸子
- 三光健康食品 社員 - 染谷勝則
- 光洋不動産 元社員 - 内田健介
- 酒屋の主人 - 和田周
- 沢井翠（綾子の連れ子） - 吉谷彩子
- 飛田（お見合いパーティの出席者） - ルー大柴
- 門倉哲治（直子の父） - 草薙幸二郎
- 篠崎宏（家具屋・綾子の前夫の弟） - 岡本信人

第2作「愛の7年殺人事件」（2001年）
- 豊原晴美（薬剤師） - 萩尾みどり
- 並木亮子（藤川の同棲相手） - 宮本裕子
- 田所洋造（バイク運転で事故） - 掛田誠
- 刑事 - 岩柳汎之亟
- 藤川洋介（取り立て屋） - 渡辺セーキ
- 宮田誠（バイク屋） - 小原雅人
- 古橋（豊原不動産 社員） - 明日香七穂
- 刑事 - 松原末成
- 豊原茂（晴美の7年前に失踪した夫） - 五代高之
- 保険屋 - 服部妙子
- 看護師 - 建みさと
- 桜井早苗（8年前自殺） - 福沢亜希子
- 吉岡 - 沢井小次郎
- 豊原敏明（不動産会社経営・茂の兄） - ベンガル

第3作「虐待の父・殺人事件」（2002年）
- 田中朋美（スナックのホステス・俊二の妻） - 大島さと子
- 江口まどか（女子高生） - 川島令美
- 秋山香苗（まどかの親友の女子高生） - 江川有未
- 遠山久雄（マコト印刷 従業員） - 石沢徹
- 清和総合病院 医師 - 築出静夫
- 田中広太（朋美の連れ子・小学生） - 石川義仁
- 田中真美（朋美の連れ子・広太の妹） - 上野一舞
- 井上京子（車を運転中に広太とぶつかった女性） - 大沢桂子
- 亀井為五郎（吟子の見合い相手） - 石井光三
- 丸山（とび職） - 石井愃一
- 田中俊二（無職） - 藤タカシ
- 中島悟（広太の担任教師） - 宮下直紀

## スタッフ
- 原作 - 福嶋正人「生命保険Gメンが見た現実と忠告」
- 脚本 - 倉沢左知代
- 監督 - 根本実樹、荒井光明
- 技術協力 - 映広
- ポスプロ - TOVIC
- 統括プロデューサー - 佐々木彰（テレビ東京）
- プロデューサー - 小坂一雄、不破敏之（テレビ東京）
- 制作 - テレビ東京、BSジャパン、レオナ（現：レオナ企画）

## 放送日程
| 話数 | 放送日         | サブタイトル       | 脚本       | 監督     |
| ---- | -------------- | ------------------ | ---------- | -------- |
| 1    | 2001年05月16日 | ベランダ殺人事件   | 倉沢左知代 | 根本実樹 |
| 2    | 12月12日       | 愛の7年殺人事件    | 倉沢左知代 | 荒井光明 |
| 3    | 2002年08月28日 | 虐待の父・殺人事件 | 倉沢左知代 | 荒井光明 |